# Michel Host
Michel Host (* 1942 in Belgien; † 6. Juni 2021 in Paris) war ein französischer Schriftsteller.

## Biografie
Host war Gymnasiallehrer und unterrichtete klassische spanische Literatur des Goldenen Zeitalters (und übersetzte unter anderem Luis de Góngora). Er lebte in Paris.
Für seinen Roman L'Ombre, le fleuve, l'été erhielt er 1984 den Robert-Walser-Preis und für den Roman Valet de nuit 1986 den Prix Goncourt.
Er war Kritiker für die Revue des deux Mondes und Regards und Mitgründer von L´art du bref.

## Werke
Romane:
- L'Ombre, le fleuve, l'été, Grasset, 1983
- Valet de nuit, Grasset, 1986
- La Soirée, Ed. Maren Sell 1989, Fayard 2002
- La maison Traum, Grasset 1990
- Peter Sis ou l'imagier du temps, Grasset, 1996
- Roxanne, Zulma, 1997
- Mémoires du serpent, Hermann 2010

Erzählungen:
- Les Cercles d'or, Grasset, 1989
- Alentours, Escampette, 2001
- Le petit chat de neige, nouvelles, Éditions Rhubarbe, 2007
- L'amazone boréale, nouvelles, Éditions Le Grand Miroir, 2008
- Heureux mortels, nouvelles, Fayard, 2013